# Москаленко Валерій Валерійович
Валерій Валерійович Москаленко (04 січня 1994, м. Полтава — пом. 24 березня 2022, м. Маріуполь) — український військовослужбовець, капітан Національної гвардії України, учасник російсько-української війни, який відзначився і загинув під час відбиття російського вторгнення в Україну 2022 року.
Народився у м. Полтаві. 2010 року закінчив Полтавську загальноосвітню школу №19. 
Командир 2-ї патрульної роти стрілецького батальйону (з КЕОП та ОГП).
Фігурує у списку Втрати «Азова», тобто, можливо, був переведений до складу ОЗСП «Азов».

## Нагороди
- орден «За мужність» III ступеня (2022, посмертно) — за особисту мужність і самовіддані дії, виявлені у захисті державного суверенітету та територіальної цілісності України, вірність військовій присязі, зразкове виконання службового обов'язку.